# Adam's Lament
Adam's Lament (en anglès, El lament d'Adam) és una composició per a cor i orquestra del 2009 del compositor estonià Arvo Pärt sobre un text en eslau eclesiàstic de sant Silvà del Mont Atos.
Adam's Lament fou un encàrrec conjunt de les Capitals de la Cultura Istanbul (2010) i Tallinn (2011). L'estrena va tenir lloc a l'Església de la Santa Pau, que es troba dins el recinte del Palau de Topkapı d'Istanbul el 7 de juny de 2010, amb l'Orquestra Filharmònica Borusan i el Cor de Cambra de la Filharmònica d'Estònia, dirigits tots per Tõnu Kaljuste.
L'obra està dedicada a l'Archimandrita Sofroniĭ i es basa en un text de Sant Silvà, un monjo de la Muntanya Athos que va morir el 1938. Sofroniĭ, el seu deixeble, va difondre el seu llegat primer a França i després a Anglaterra, on va fundar el monestir de Sant Joan Baptista a Essex. Silvà va ser canonitzat el 1987, sis anys abans de la mort de Sofroniĭ. Sofroniĭ havia recopilat els textos de Sant Silvà, que eren testimonis de fe, escrits de forma senzilla però en profunditat. Adam's Lament és una d'aquestes obres, escollida per Arvo Pärt per expressar el testimoni de Silvà i llançar un missatge de connexió entre les cultures de Turquia i Estònia. Segons Pärt: «el nom d'Adam és un terme col·lectiu no només per al conjunt de la humanitat, sinó per a cada individu, sense importar el moment, era, classe social o religió. El nostre avantpassat Adam va preveure la tragèdia humana que havia de venir i ho va experimentar com la seva pròpia responsabilitat culpable, el resultat del seu acte pecaminós. Va patir tots els cataclismes de la humanitat en les profunditats de la desesperació, inconsolable en la seva agonia».
Per escriure la música, Pärt va optar pel cor i orquestra de corda, una de les seves formacions favorites.